# Französischer Film

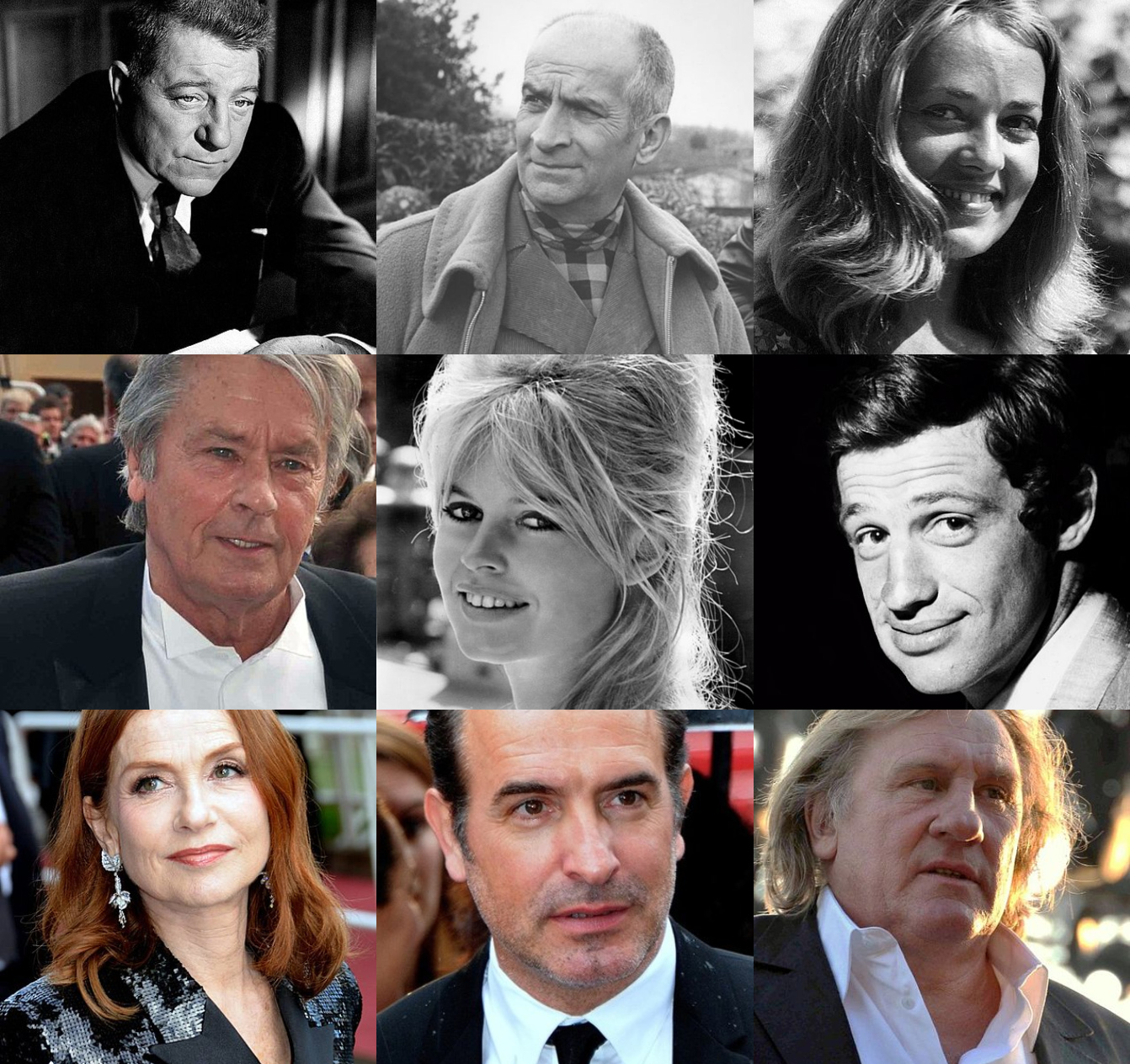
Jean Gabin, Louis de Funès, Jeanne Moreau, Alain Delon, Brigitte Bardot, Jean-Paul Belmondo, Isabelle Huppert, Jean Dujardin, Gérard Depardieu.

Der französische Film spielte die wohl bedeutendste Rolle bei der Entwicklung und Etablierung des Mediums Film. Mehrere neue Stilrichtungen des Films wie der Poetische Realismus und besonders die Nouvelle Vague gingen von Frankreich aus.
Die einflussreichsten Regisseure in der Geschichte des französischen Films sind in den 1930er Jahren Jean Renoir und Marcel Carné und ab 1959 François Truffaut und sein Nouvelle-Vague-Mitbegründer Jean-Luc Godard. Weitere wichtige Filmregisseure sind René Clair, Jean Cocteau, René Clément, Robert Bresson, Alain Resnais, Jacques Demy, Claude Chabrol, Louis Malle, Jean-Pierre Melville, Bertrand Tavernier, Claude Sautet, Eric Rohmer, Agnès Varda, Maurice Pialat, Bertrand Blier, André Téchiné, François Ozon und Christophe Honoré.
Bereits der frühen Stummfilmzeit errichteten französische Unternehmer in ganz Europa Kinos und Tochtergesellschaften zur Verbreitung ihrer Filme, die als richtungsweisend galten. 
Das französische Kino hat eine große Bedeutung nicht zuletzt wegen seiner Schauspieler, die Filmgeschichte geschrieben haben: ab den 1930er Jahren: Jean Gabin, Raimu und Michel Simon, Louis Jouvet, Pierre Fresnay; nach dem Krieg und bis in die 1960er Jahre hinein: Danielle Darrieux, Michèle Morgan, Simone Signoret, Marina Vlady; Jean Marais, Gérard Philipe, Bernard Blier, Fernandel, Bourvil, ab den 1960er und 1970er Jahren die großen Stars Jean-Paul Belmondo, Alain Delon, Brigitte Bardot, Jeanne Moreau, Catherine Deneuve, Romy Schneider und Annie Girardot; die Schauspieler Michel Piccoli, Jean Rochefort, Philippe Noiret, Jean-Pierre Cassel, Yves Montand, Jean-Pierre Léaud, Gérard Depardieu und Patrick Dewaere, die Schauspielerinnen Stéphane Audran, Anna Karina, Claude Jade, Françoise Dorléac, Marlène Jobert, Miou-Miou, Isabelle Huppert, Nathalie Baye, Isabelle Adjani. Neben diesen Schauspielern auch Komiker wie Louis de Funès und Pierre Richard. In den 80er und 90er Jahren Bernard Giraudeau, Juliette Binoche, Lambert Wilson, seit den 2000er Jahren Marion Cotillard, Vincent Cassel und Louis Garrel. 

## Pioniere
Der lange Weg von der Camera obscura und der Laterna magica gipfelte in der Erfindung des Cinématographen durch die Brüder Louis und Auguste Lumière. Die Überlegenheit vor vergangenen und zeitgleichen Experimenten war die Möglichkeit der Projektion von bewegten Bildern auf eine Leinwand. Die erste geschlossene Filmvorführung Arbeiter verlassen die Lumière-Werke (La Sortie des usines Lumière) fand am 22. März 1895 statt, die erste öffentliche am 28. Dezember 1895 in Paris. Erbrachte diese Einnahmen in Höhe von 33 Francs, waren die immer zahlreicher werdenden Kameraleute des Unternehmens bald in aller Welt unterwegs und ihre Filme wurden sowohl in New York als auch in St. Petersburg gezeigt. Für die Brüder Lumière war der Film als „lebende Fotografie“ Mittel zur Vervollkommnung der Fotografie. Wie letztere dokumentieren die Kurzfilme mit einer Länge von acht bis zwölf Metern (ca. 1 min) die Privatsphäre, Babys Frühstück (Repas de bébé), Aktualitäten der Politik (Le Couronnement du Tsar Nicolas II), und Alltägliches, Die Ankunft eines Zuges auf dem Bahnhof in La Ciotat, (L’Arrivée d’un train en gare de La Ciotat). Mit Ausnahme von Der begossene Gärtner (L’Arroseur arrosé), der ersten Komödie, scheint es in den Filmen kein fiktives Element, keine Schauspieler, keine Dekoration und kein Szenarium gegeben zu haben. Wie Henri Langlois und Jean Renoir im Film Lumiére von Eric Rohmer aber anmerken, kann es kein Zufall sein, wenn bei der bekannten Länge des Filmmaterials zu Beginn und zum Ende eine Straßenbahn aus dem Bild fährt. Auch wäre es Verdienst der Brüder, nahezu alle heute üblichen Kameraeinstellungen erprobt zu haben. Dem Film den Entwicklungsweg der Inszenierung zu erschließen, blieb aber Georges Méliès vorbehalten. Als Theatermann mit Bühnenmaschinerie vertraut, fragte er sich, ob der Film sich darauf beschränke soll, nur das zu zeigen, was man auch in Wirklichkeit sieht. Reichte den Kameraleuten von Lumière ein Aufnahmeapparat, brauchte der Illusionist Méliès eine Werkstatt. So entstand 1897 das erste Filmatelier in Montreuil bei Paris. Hier wurden bis 1913 ca. 500 gedreht, darunter 1902 der erste Science-Fiction-Film: Die Reise zum Mond. Méliès bezeichnete sich als „Geistes- und Handarbeiter“: Er war Szenarist, Dekorateur, Regisseur und Schauspieler seiner Filme. War seine Tricktechnik auch revolutionär (z. B. Überblendungen und Handkolorierung), behandelte er aber den Film nur als ein Theater mit anderen Mittel. Die unbewegliche Kameraeinstellung in Richtung der Bühne trug nicht zur Entwicklung einer eigenständigen Filmsprache bei und wurde letztlich Ursache für seinen Niedergang.
(Vgl. Toeplitz 1983, S. 16–26)
DVD-Empfehlungen: Early Cinema: Primitives and Pioneers, BFI / Georges Méliès: Der erste Magier des Kinos, Lobster film / Rohmer, Eric: Lumière. In: Eric Rohmer: Im Zeichen des Löwen. Arthaus.

## Industrialisierung
Als die Gruppe Neyret, Teilhaber von Kohlengrube und Stahlhütte, in enger Verbindung mit der Großbank Crédit Lyonnais eine Million Francs in den Aufstieg der Frères Pathé investierte, entwickelte sich der Film zur Unterhaltungsindustrie. War Méliès noch ein Selfmademan, ist der Werdegang von Ferdinand Zecca beispielhaft, der als „Mann für alles“ begann und gewissermaßen als „Stabschef“ endete. Die Filme von Zecca schildern Sensationen wie die Geschichte eines Verbrechens, die Opfer des Alkoholismus oder das Leben eines Spielers. Auch die ersten Erotikfilme entstammen dem Unternehmen. Das Pathé-Journal war eine der ersten Wochenschauen der Welt. Täglich wurden Komödien, Tragödien, Naturaufnahmen und Actualités fabriziert und ausgeliefert. Künstlerisch in Erinnerung bleibt dabei Max Linder als Vorbild von Charles Chaplin. Fünf Filmkopien der Produktion waren für das Inland, bis zu hundertfünfzig für den amerikanischen Markt bestimmt. Mit ihren Programmen, Fabrikation von Rohfilm und Kinobedarf wurde Pathé zu einer Weltmacht. In der Frühzeit des Kinos kamen schätzungsweise 80 Prozent aller Filme aus Frankreich. Zentralisierte kommerzielle Produktions- und Verleihsysteme mit Kinoketten kamen ebenfalls erstmals in Frankreich auf. Die Gewinnmöglichkeiten des Filmgeschäfts lockten bald Konkurrenten an, vor allem den Konzern von Léon Gaumont. Gaumont rühmte sich einer schönen Fotografie und auch heute sind die Namen von Regisseuren wie Louis Feuillade, Léonce Perret, Alice Guy im Gegensatz zu der meist anonymen Produktion von Pathé bekannt. Zudem beschäftigte das Unternehmen den ersten Animationsfilmer, Émile Cohl. Die Industrialisierung führte auch zur Ablösung der Wanderkinos durch feste Filmvorführstätten. Um dem Film den Ruch des Jahrmarkts auszutreiben und Respektabilität zu verschaffen, wurde um 1908 der anspruchsvolle Film d’Art lanciert, oft Verfilmung anspruchsvoller Literatur, begleitet von der Musik namhafter Komponisten und mit berühmten Schauspielerinnen wie Sarah Bernhardt besetzt. Diese Stilrichtung krankte daran, dass sie weniger an den spezifisch filmischen Mitteln interessiert war, sondern zu oft nur „verfilmtes Theater“ bot.
(Vgl. Toeplitz 1983, S. 32, 33, 47 – 60)
DVD-Empfehlungen: Early Cinema: Primitives and Pioneers, BFI / Laugh with Max Linder!, Image Entertainment / Gaumont le cinéma premier vol. 1 & 2, Gaumont / Les Vampires by Louis Feuillade, Image Entertainment / Les Vampires, Artifical Eye / Fantomas, Artifical Eye

## Nach 1918
Nach Kriegsausbruch im Sommer 1914 wurde das Drehen eingeschränkt, denn der Film verbrauchte kriegswichtige Rohstoffe - Kriegspropagandafilme und Wochenschauen wurden aber weiterhin produziert. Seit 1916 existierte eine zentralisierte Filmzensur. Nach dem Krieg überschwemmten amerikanische und deutsche Kinoproduktionen Frankreich, sie hatten zeitweise einen Marktanteil von 80 Prozent. Die Spielregeln der Filmkunst hatten sich inzwischen grundlegend verändert, abendfüllende Langfilme nach dem Vorbild des amerikanischen Regisseurs David Wark Griffith erforderten neue Strukturen von Filmherstellung und -vertrieb, die etablierten französischen Studios blieben zu lange ihren einst so erfolgreichen Strategien verhaftet. Gaumont und Pathé gerieten in eine Krise, amerikanische Konzerne eröffneten eigene Studios in Frankreich.
Zum Schutz vor zu hohen Filmimporten führte auch Frankreich nach dem Vorbild anderer europäischer Staaten 1928 Filmkontingente ein. Anfangs wollte der französische Regierungschef Édouard Herriot eine Importquote von 1:4 bestimmen – also für jeden hergestellten französischen Film dürften vier Filme importiert werden. Dies erschien den amerikanischen Filmmagnaten angesichts der schwächelnden französischen Filmindustrie zu hoch – hätten sie doch ansonsten selbst in Frankreich Filme produzieren müssen, um ihre eigenen Filme zeigen zu können. So reiste der Präsident des amerikanischen Filmverbandes, Will Hays persönlich nach Frankreich und handelte schließlich eine Quote von 1:7 aus.

## Avantgarde
Diese Garantie, dass eine gewisse Anzahl französischer Filme in den französischen Kinos gezeigt werden muss, ermöglichte es den kreativen und produktiven einheimischen Avantgarde-Filmern wie Jacques Feyder, Marcel L’Herbier, Jean Epstein, Louis Delluc u. a. dem französischen Kino trotz kommerzieller US-Filmflut das Überleben zu sichern. Eine Anti-Kriegs-Haltung war bei diesen Produktionen verbreitet. Ein Filmemacher der Bewegung war z. B. Abel Gance, der sich später von der reinen Lehre der Avantgarde trennte, um Großprojekte wie seinen gigantomanischen Film Napoleon (1927) zu verfolgen. Weitere wichtige und innovative Regisseure dieser Zeit (und der frühen Tonfilmjahre) waren beispielsweise Jean Vigo und René Clair.

## Tonfilm
Eine neuerliche Umwälzung brachte der Tonfilm: 20 französische Tonfilmkinos wurden noch 1929 eingerichtet, bis 1931 sollten es 1000 sein, nach dem Wachstumseinbruch von 1935 wurden es bis 1937 gar 4250. 1929 war ein Krisenjahr für den französischen Film: nur 52 einheimische Produktionen entstanden, man war abhängig von den lizenzierten ausländischen Tonfilmsystemen geworden, die sich 1930 im Pariser Tonfilmabkommen den Weltmarkt rücksichtslos aufteilten.
1932 wurden jedoch bereits wieder 157 französische Filme gedreht, die Weltwirtschaftskrise sollte das Land erst später erreichen. Eine neue, fähige Generation von Filmregisseuren und viele weitere Talente, oft mit wertvoller Theatererfahrung versehen, ermöglichten die Herstellung zahlreicher klassischer Werke der Filmkunst. Auch die Emigranten aus Deutschland (in den 1930er Jahren) und aus Russland (in den 1920er Jahren) bereicherten die Kinokultur. Anspruchsvolle Filme dieser Jahre waren durch den Stil des sogenannten poetischen Realismus gekennzeichnet.
Im Unterhaltungskino feierte der Musical-Film Erfolge, z. B. mit Mistinguett, Maurice Chevalier und Josephine Baker.
Frankreich war, abgesehen von Paris und den anderen Metropolen, in diesen Jahren durchaus noch ein stark agrarisch geprägtes Land, aber selbst die Provinz ließ sich nun vom Kino mitreißen. Man zählte 150 Millionen Zuschauer im Jahre 1929, 234 Millionen im Jahre 1931, 1938 dann 453 Millionen. In der Besatzungszeit nach 1940 fielen die Besucherzahlen allerdings wieder. Die französische Filmindustrie blieb zersplittert: zwischen 1935 und 1939 zählte man 102 unabhängige Filmproduktionsfirmen.

## Poetischer Realismus
Klassische Kassenmagneten und Stars des französischen Tonfilms traten in dieser Epoche auf: Arletty, Fernandel, Jean Gabin, Raimu und Michel Simon beispielsweise. Regiestars waren u. a. Sacha Guitry, Julien Duvivier, Jean Renoir und Marcel Pagnol. Werke wie Renoirs Bestie Mensch (1938) nahmen bereits den „Noir“-Stil späterer Jahre vorweg.
Nach dem deutschen Einmarsch im Juni 1940 wurde Frankreich auch von deutschen Filmproduktionen überflutet. Mit der Continental Films schufen die deutschen Besatzer in Paris obendrein eine eigene Filmproduktionsgesellschaft, für die alle Studios in der Region Paris vereinnahmt und der größte Teil der französischen Künstler und Techniker verpflichtet wurde. 1942 wurde die Vorführung angloamerikanischer Filme verboten.

## Nach 1945
| Kinospielfilmproduktion in Frankreich |        |
| Jahr                                  | Anzahl |
| 1975                                  | 222    |
| 1985                                  | 151    |
| 1995                                  | 141    |
| 2005                                  | 240    |

Nach der Befreiung 1944 eroberten zunächst wieder amerikanische Filme den französischen Markt. Das Blum-Byrnes-Abkommen, ausgehandelt 1946 und 1948, legte Einfuhrquoten fest. Erfolge feierten etwa Chaplins Der große Diktator (1940) oder Vom Winde verweht (1939). Das Hollywood-System war im folgenden Jahrzehnt auf der Höhe seiner Leistungskraft. Junge, kinobegeisterte Franzosen entdeckten das US-Kino mit seinem exzellenten „film noir“, seinen Musicals, Western und seinen intelligenten Komödien. Davor hob sich die Misere des französischen Films, der vergebens um eine Wiederherstellung des hohen Vorkriegsniveaus kämpfte, umso deutlicher ab. 1946 entstand die staatliche Filmförderungsinstitution unter Leitung des Kultusministers Centre national de la cinématographie (CNC), um das französische Kino zu organisieren und zu unterstützen. Ab 1948 wurde eine Steuer auf jedes Kinoticket erhoben, um die Filmindustrie zu unterstützen. Bis heute fördert die öffentliche Hand das in Konkurrenz mit Hollywood stehende französische Kino finanziell. Der Marktanteil ausländischer Filme am französischen Markt lag zwischen 1950 und 1980 bei etwa 50 Prozent.

## „Kino der Qualität“
Filmklassiker der Nachkriegszeit waren etwa Marcel Carnés Kinder des Olymp (1943/45) oder Jean Cocteaus Die Schöne und das Biest (1946). Filme über den Widerstand gegen die deutschen Besatzer waren sehr beliebt, beispielsweise René Cléments La bataille du rail (1945).
Es gab viele Gemeinschaftsproduktionen und damit auch Wechselwirkungen mit dem damals florierenden und künstlerisch anspruchsvollen italienischen Film. 1946 fand das erste Filmfestival von Cannes statt. Es behauptete sich gut und war bald eine der anspruchsvollsten internationalen Veranstaltungen dieser Art. Zusammen mit den zahlreichen Filmclubs des Landes, dem Filmarchiv der Cinémathèque Française, ferner mit den vielen Publikationen der Filmkritik unterstützt Cannes die Filmkultur Frankreichs und bildet Fenster und Verbindung zur weltweiten Kinokunst. Frankreich wurde das Land der Filmkritik und der Reflexion über das Kino. Daraus entwickelte sich in den späten 1950er Jahren auch die Nouvelle Vague, die neue Welle des französischen Films. Später bekannte Regisseure wie Éric Rohmer, François Truffaut oder Jean-Luc Godard waren zunächst als Filmkritiker tätig (bei André Bazins „Cahiers du cinéma“). Eine der bekanntesten Filmkritikerinnen war Lotte Eisner, die ursprünglich aus Deutschland kam und später vornehmlich von Frankreich aus wirkte. In den fünfziger Jahren konnten neue Zuschauerrekorde verbucht werden; man zählte durchschnittlich 400 Millionen Kinobesucher pro Jahr.
Das von jungen Cineasten allmählich als veraltet empfundene französische Qualitätskino (cinéma de papa) kopierte weitgehend amerikanische Strickmuster und setzte auf bewährte Stars, viele davon noch aus der Vorkriegszeit. Jean Gabin, Gaby Morlay, Danielle Darrieux, Michèle Morgan und Jean Marais waren häufig auf der Leinwand zu sehen. Neue Gesichter wie etwa Gérard Philipe, Simone Signoret oder Martine Carol blieben die Ausnahme. Ab 1956 hatte das französische Kino dann wieder einen Superstar, die „Nymphe unter den Sexgöttinnen“, Brigitte Bardot.
Max Ophüls, der 1933 aus Deutschland emigrieren musste, realisierte bis Mitte der 1950er Jahre interessante, schwelgerisch-realistische Literaturverfilmungen nach Schnitzler, Maupassant u. a., die Glanz und Dekadenz des späten 19. Jahrhunderts beschworen.
Ophüls galt dem filmischen Nachwuchs aber als Ausnahmeerscheinung in einem ansonsten sterilen Studiosystem, welches mit konventionellen Literaturverfilmungen langweilte, ein Kino der Drehbuchautoren und Produktionshierarchien, abgedichtet gegen die Realitäten der Gegenwart. Bewundert wurde von den Jungen dagegen die Arbeit Robert Bressons. Auch Jacques Tati oder Jean-Pierre Melville zogen das Drehen „on location“ dem Studio vor.

## Nouvelle Vague

François Truffaut und seine Hauptdarstellerin und einstige Verlobte Claude Jade bei der Vorpremiere zu ihrem dritten gemeinsamen Film, Liebe auf der Flucht, 1979

Unabhängig von Vor- und Ausläufern beginnt die Nouvelle Vague sicherlich mit dem Erfolg Truffauts Sie küßten und sie schlugen ihn auf den Filmfestspielen in Cannes 1959. Ein mögliches Ende setzt die Schlusstafel von Godards radikalem Weekend mit dem Text „fin du cinéma“ (frz. „Ende des Kinos“). Zu den letzten Nouvelle-Vague-Filmen zählt nach Truffauts Geraubte Küsse und Tisch und Bett auch Jean Eustaches Die Mama und die Hure. Die Filmemacher der Nouvelle Vague sind Cinephile, d. h., sie haben das Kinohandwerk nicht innerhalb der Filmindustrie erlernt, sondern sich ihr Filmverständnis durch Kinobesuch, Filmkritik und Vorbilder erworben. Dies erklärt in den Filmen von François Truffaut, Jean-Luc Godard, Jacques Rivette, Louis Malle und Claude Chabrol die häufigen Reverenzen vor allem gegenüber Hitchcock, Renoir, Vigo, Hawks oder dem amerikanischen Gangsterfilm. Stilbildend ist auch die Kameraarbeit von bspw. Raoul Coutard in ihrem Vermeiden einer kontrastreichen Hell-Dunkel-Studiofotografie zugunsten des Drehens „on location“. Vor der Kamera agiert eine junge Generation von teilweise auch mit den Regisseuren befreundeten Schauspielern wie Jean-Paul Belmondo, Jean-Pierre Léaud, Anna Karina, Jean-Claude Brialy, Françoise Dorléac, Claude Jade und Stéphane Audran.
Die Nouvelle Vague beeinflusste vor allem das New Hollywood. Die Person des Regisseurs gewann dadurch eine zentrale Bedeutung bei der Produktion vor den Studios. Tatsächlich gingen viele der inhaltlichen und stilistischen Entwicklungen des New Hollywood auf die wegweisenden Filme der französischen Nouvelle Vague zurück. Die meisten New-Hollywood-Regisseure bewunderten Regisseure wie François Truffaut und Jean-Luc Godard sowie Ingmar Bergman und Michelangelo Antonioni. Sie hatten für die standardisierten Kommerzfilme Hollywoods nur Verachtung übrig und wollten einer individuellen Vision folgen. Sie wollten Filme drehen, die tiefgründig, subtil, leicht und künstlerisch relevant waren.

## Nach 1968
| Marktanteil französischer Filme an Kinobesuchen in Frankreich |                             |                                |
| Jahr                                                          | Kinobesuche gesamt, in Mio. | Marktanteil Französische Filme |
| 2004                                                          | 195,3                       | 38,4 %                         |
| 2005                                                          | 175,5                       | 36,6 %                         |
| 2006                                                          | 188,8                       | 44,6 %                         |
| 2007                                                          | 177,9                       | 36,5 %                         |
| 2008                                                          | 190,1                       | 45,7 %                         |
| 2009                                                          | 201,1                       | 36,8 %                         |
| 2010                                                          | 207,0                       | 35,7 %                         |

1968 erschütterten die Mai-Unruhen Frankreich. François Truffaut hat bereits im Februar zu Demonstrationen gegen die Absetzung Henri Langlois’ als Chef der Cinémathèque française organisiert und widmet Langlois seinen gerade entstehenden Film Geraubte Küsse. Die Filmfestspiele von Cannes werden – auf Initiative Truffauts, Godards und Louis Malles – abgebrochen. Jean-Luc Godard arbeitet für Jahre nicht mehr im kommerziellen Filmbetrieb. Politische Filme wie Costa-Gavras’ Z feiern Erfolge. Chabrol setzt seine Vivisektion des Bürgertums (Die untreue Frau) fort und Truffaut untersucht die Möglichkeit bürgerlichen Eheglücks (Tisch und Bett).
Während Godard nach der Nouvelle Vague aus dem Kino bis auf einige Essays aus dem Kino verschwindet, bleiben Truffaut und Chabrol die führenden Regisseure, deren künstlerische Aspekte auch kommerziell erfolgreich bleiben. Weitere Regisseure der 1970er Jahre in dieser Wirkung sind Bertrand Tavernier, Claude Sautet, Eric Rohmer, Claude Lelouch, Georges Lautner, Jean-Paul Rappeneau, Michel Deville, Yves Boisset, Maurice Pialat, Bertrand Blier, Coline Serreau und André Téchiné im reinen Unterhaltungsfilm sind es Gérard Oury, Édouard Molinaro.
Die bedeutendsten Schauspielerinnen sind neben den großen Stars Catherine Deneuve, Annie Girardot und Romy Schneider die Schauspielerinnen Anna Karina, Claude Jade, Stéphane Audran, Bernadette Lafont, Marlène Jobert, Miou-Miou, Isabelle Huppert, Nathalie Baye, Isabelle Adjani. Neben diesen jungen Schauspielerinnen sind weiterhin Simone Signoret, Marie-José Nat und Delphine Seyrig präsent.
Bei den Schauspielern sind es neben den Stars Alain Delon und Jean-Paul Belmondo vor allem Michel Piccoli, Jean Rochefort, Philippe Noiret, Jean-Pierre Cassel, Jean-Pierre Léaud, Jean Yanne, Victor Lanoux, Jean-Pierre Cassel, Jean Carmet und Yves Montand und die neue Generation mit Gérard Depardieu und Patrick Dewaere, im Komödiengenre ist es neben dem weiterhin aktiven Louis de Funès der Schauspieler und Regisseur Pierre Richard.

## Cinéma du look
Cinéma du look (engl. im Sinne von „Aussehen“) war ein Stilbezeichnung des französischen Kritikers Raphaël Bassan für Filme der achtziger Jahre, die denselben „look“ (engl. im Sinne von „Aussehen“) teilten. Den Filmen von Jean-Jacques Beineix, Luc Besson und Leos Carax wurde nachgesagt, dass sie ihren glatten visuellen Stil über die Substanz stellten und das Spektakel der Erzählung vorzogen. Protagonisten sind oft junge, der Gesellschaft und Familie entfremdete Menschen mit zum Scheitern verurteilten Liebesbeziehungen (z. B. Les Amants du Pont-Neuf, Subway, Nikita, Diva).

## Heute
Der französische Film genießt in Frankreich nach wie vor einen hohen Stellenwert, erkennbar am regen Publikumszuspruch. So entfallen jährlich konstant zwischen 35 % und 45 % aller Kinobesuche in Frankreich auf französische Filme – ein in Europa unerreichter Schnitt. Nur fünf weitere Länder erreichten weltweit im Jahr 2008 jeweils über 30 % Marktanteil auf ihrem nationalen Kinomarkt.

## Erfolgreichste französische Filme

### In Frankreich
Die erfolgreichsten französischen Filme in Frankreich seit 1945, laut Angabe der CNC.
| Platz | Titel                                                 | Regisseur                       | Jahr | Zuschauer  | Produktionsländer                 |
| ----- | ----------------------------------------------------- | ------------------------------- | ---- | ---------- | --------------------------------- |
| 1     | Willkommen bei den Sch’tis                            | Dany Boon                       | 2008 | 20.489.303 | Frankreich                        |
| 2     | Ziemlich beste Freunde                                | Olivier Nakache / Éric Toledano | 2011 | 19.490.688 | Frankreich                        |
| 3     | Drei Bruchpiloten in Paris                            | Gérard Oury                     | 1966 | 17.272.987 | Frankreich Vereinigtes Konigreich |
| 4     | Asterix & Obelix: Mission Kleopatra                   | Alain Chabat                    | 2002 | 14.559.509 | Frankreich Deutschland            |
| 5     | Die Besucher                                          | Jean-Marie Poiré                | 1993 | 13.782.991 | Frankreich                        |
| 6     | Don Camillo und Peppone                               | Julien Duvivier                 | 1952 | 12.791.168 | Frankreich Italien                |
| 7     | Monsieur Claude und seine Töchter                     | Philippe de Chauveron           | 2014 | 12.361.430 | Frankreich                        |
| 8     | Scharfe Sachen für Monsieur                           | Gérard Oury                     | 1965 | 11.740.438 | Frankreich                        |
| 9     | Les Bronzés 3 - Amis pour la vie                      | Patrice Leconte                 | 2006 | 10.355.928 | Frankreich                        |
| 10    | Taxi Taxi                                             | Gérard Krawczyk                 | 2000 | 10.345.901 | Frankreich                        |
| 11    | Drei Männer und ein Baby                              | Coline Serreau                  | 1985 | 10.251.813 | Frankreich                        |
| 12    | Krieg der Knöpfe                                      | Yves Robert                     | 1962 | 9.959.601  | Frankreich                        |
| 13    | Die Elenden                                           | Jean-Paul Le Chanois            | 1957 | 9.940.533  | Frankreich                        |
| 14    | Dinner für Spinner                                    | Francis Veber                   | 1998 | 9.247.001  | Frankreich                        |
| 15    | Im Rausch der Tiefe                                   | Luc Besson                      | 1988 | 9.194.118  | Frankreich                        |
| 16    | Der Bär                                               | Jean Jacques Annaud             | 1988 | 9.136.803  | Frankreich                        |
| 17    | Asterix und Obelix gegen Caesar                       | Claude Zidi                     | 1999 | 8.948.624  | Frankreich Deutschland            |
| 18    | Ich und die Kuh                                       | Henri Verneuil                  | 1959 | 8.844.199  | Frankreich Italien                |
| 19    | Die Kinder des Monsieur Mathieu                       | Christophe Barratier            | 2004 | 8.669.186  | Frankreich Schweiz                |
| 20    | Le Bataillon du ciel                                  | Alexander Esway                 | 1947 | 8.649.691  | Frankreich                        |
| 21    | Die fabelhafte Welt der Amélie                        | Jean-Pierre Jeunet              | 2001 | 8.636.690  | Frankreich                        |
| 22    | Nichts zu verzollen                                   | Dany Boon                       | 2011 | 8.150.825  | Frankreich Belgien                |
| 23    | Die Veilchen der Kaiserin                             | Richard Pottier                 | 1952 | 8.125.766  | Frankreich Spanien                |
| 24    | Die Zeitritter – Auf der Suche nach dem heiligen Zahn | Jean-Marie Poiré                | 1998 | 8.043.129  | Frankreich                        |
| 25    | Little Indian – Der Großstadtindianer                 | Hervé Palud                     | 1994 | 7.947.786  | Frankreich                        |

### Weltweit
Die erfolgreichsten französischen Filme in der Welt seit 1997 (Bzgl. der weltweiten Besucherzahlen diente als Quelle Unifrance, für jene aus dem französischen Inland CNC).
| Platz | Titel                               | Zuschauer Frankreich | Zuschauer Außer Frankreich | Regisseur                            | Jahr | Zuschauer Welt | Produktionsländer                                   |
| ----- | ----------------------------------- | -------------------- | -------------------------- | ------------------------------------ | ---- | -------------- | --------------------------------------------------- |
| 1     | Lucy                                | 5.203.226            | 56.105.721                 | Luc Besson                           | 2014 | 61.308.947     | Frankreich                                          |
| 2     | Ziemlich beste Freunde              | 19.490.688           | 31.854.396                 | Olivier Nakache / Éric Toledano      | 2011 | 51.345.084     | Frankreich                                          |
| 3     | 96 Hours – Taken 2                  | 2.903.637            | 47.677.904                 | Olivier Megaton                      | 2012 | 50.581.541     | Frankreich                                          |
| 4     | 96 Hours – Taken 3                  | 2.614.008            | 43.600.000                 | Olivier Megaton                      | 2015 | 46.214.008     | Frankreich                                          |
| 5     | Das fünfte Element                  | 7.699.038            | 35.700.000                 | Luc Besson                           | 1997 | 43.399.038     | Frankreich                                          |
| 6     | 96 Hours                            | 1.018.518            | 31.536.136                 | Pierre Morel                         | 2008 | 32.554.654     | Frankreich                                          |
| 7     | Die fabelhafte Welt der Amélie      | 8.636.690            | 23.139.709                 | Jean-Pierre Jeunet                   | 2001 | 31.776.399     | Frankreich                                          |
| 8     | Willkommen bei den Sch’tis          | 20.489.303           | 6.200.109                  | Dany Boon                            | 2008 | 26.689.412     | Frankreich                                          |
| 9     | Asterix und Obelix gegen Caesar     | 8.948.624            | 15.900.000                 | Claude Zidi                          | 1999 | 24.848.624     | Frankreich Deutschland                              |
| 10    | Asterix & Obelix: Mission Kleopatra | 14.599.509           | 10.212.943                 | Alain Chabat                         | 2002 | 24.812.452     | Frankreich Deutschland                              |
| 11    | Monsieur Claude und seine Töchter   | 12.361.430           | 9.767.683                  | Philippe de Chauveron                | 2014 | 22.129.113     | Frankreich                                          |
| 12    | Die Reise der Pinguine              | 1.951.609            | 19.964.375                 | Luc Jacquet                          | 2005 | 21.915.984     | Frankreich                                          |
| 13    | Der Pianist                         | 1.775.310            | 17.830.643                 | Roman Polański                       | 2002 | 19.605.953     | Frankreich Deutschland Vereinigtes Konigreich Polen |
| 14    | Der kleine Prinz                    | 1.816.270            | 17.647.421                 | Mark Osborne                         | 2015 | 19.463.691     | Frankreich                                          |
| 15    | Transporter 3                       | 1.430.308            | 16.730.005                 | Olivier Megaton                      | 2008 | 18.160.313     | Frankreich Vereinigte Staaten                       |
| 16    | The Artist                          | 3.064.873            | 13.670.464                 | Michel Hazanavicius                  | 2011 | 16.735.337     | Frankreich                                          |
| 17    | Arthur und die Minimoys             | 6.396.989            | 10.299.198                 | Luc Besson                           | 2006 | 16.696.187     | Frankreich                                          |
| 18    | Asterix bei den Olympischen Spielen | 6.818.158            | 9.404.781                  | Thomas Langmann / Frédéric Forestier | 2008 | 16.222.939     | Frankreich                                          |
| 19    | Taxi Taxi                           | 10.345.901           | 5.162.483                  | Gérard Krawczyk                      | 2000 | 15.508.384     | Frankreich                                          |
| 20    | Die Kinder des Monsieur Mathieu     | 8.669.186            | 5.289.122                  | Christophe Barratier                 | 2004 | 13.958.308     | Frankreich Schweiz                                  |
| 21    | Transporter – The Mission           | 1.230.444            | 12.714.103                 | Louis Leterrier                      | 2005 | 13.944.547     | Frankreich Vereinigte Staaten                       |
| 22    | The Transporter Refueled            | 594.935              | 12.741.103                 | Camille Delamarre                    | 2015 | 13.336.038     | Frankreich                                          |
| 23    | Kiss of the Dragon                  | 1.098.367            | 12.183.035                 | Chris Nahon                          | 2001 | 13.281.402     | Frankreich Vereinigte Staaten                       |
| 24    | Pakt der Wölfe                      | 5.179.154            | 7.419.375                  | Christophe Gans                      | 2001 | 12.598.529     | Frankreich                                          |
| 25    | Johanna von Orleans                 | 2.991.810            | 9.557.143                  | Luc Besson                           | 1999 | 12.548.953     | Frankreich                                          |